# Barreau de Montréal
 (août 2025).
Le Barreau de Montréal est un barreau de section du Barreau du Québec. Il est l'ordre professionnel régissant les avocats montréalais. Fondé en 1849, il est, avec le Barreau de Québec et le Barreau de Trois-Rivières, l'un des trois barreaux fondateurs du Barreau du Québec.
Il s'agit du plus important barreau de section au Québec : plus de la moitié des avocats québécois sont membres du Barreau de Montréal.

## Description
La mission du Barreau de Montréal est de procurer un service juridique aux habitants de l'île de Montréal tout en offrant un soutien aux membres du barreau. Le Barreau de Montréal est gouverné par un Conseil sur lequel préside un bâtonnier élu par ses pairs. De nombreux comités et bureaux de liaisons aux aspirations et visées diverses font également partie inhérente du Barreau de Montréal. 
En 2017, 14 519 avocats et avocates sont membres du Barreau de Montréal, soit 54,8% des avocats québécois.
Le Barreau de Montréal est situé au 460, rue Saint-Gabriel, dans le Vieux-Montréal, et couvre l'ensemble du territoire de l'île de Montréal, pas seulement la Ville de Montréal,. Plus précisément, le Barreau de Montréal œuvre au sein d'une zone juridique spécifique nommée district judiciaire de Montréal et qui regroupe les municipalités suivantes : Baie-d'Urfé, Beaconsfield, Côte-Saint-Luc, Dollard-des-Ormeaux, Dorval, Hampstead, Kirkland, L'Île-Dorval, Mont-Royal, Montréal, Montréal-Est, Montréal-Ouest, Pointe-Claire, Sainte-Anne-de-Bellevue, Senneville et Westmount,.

## Historique

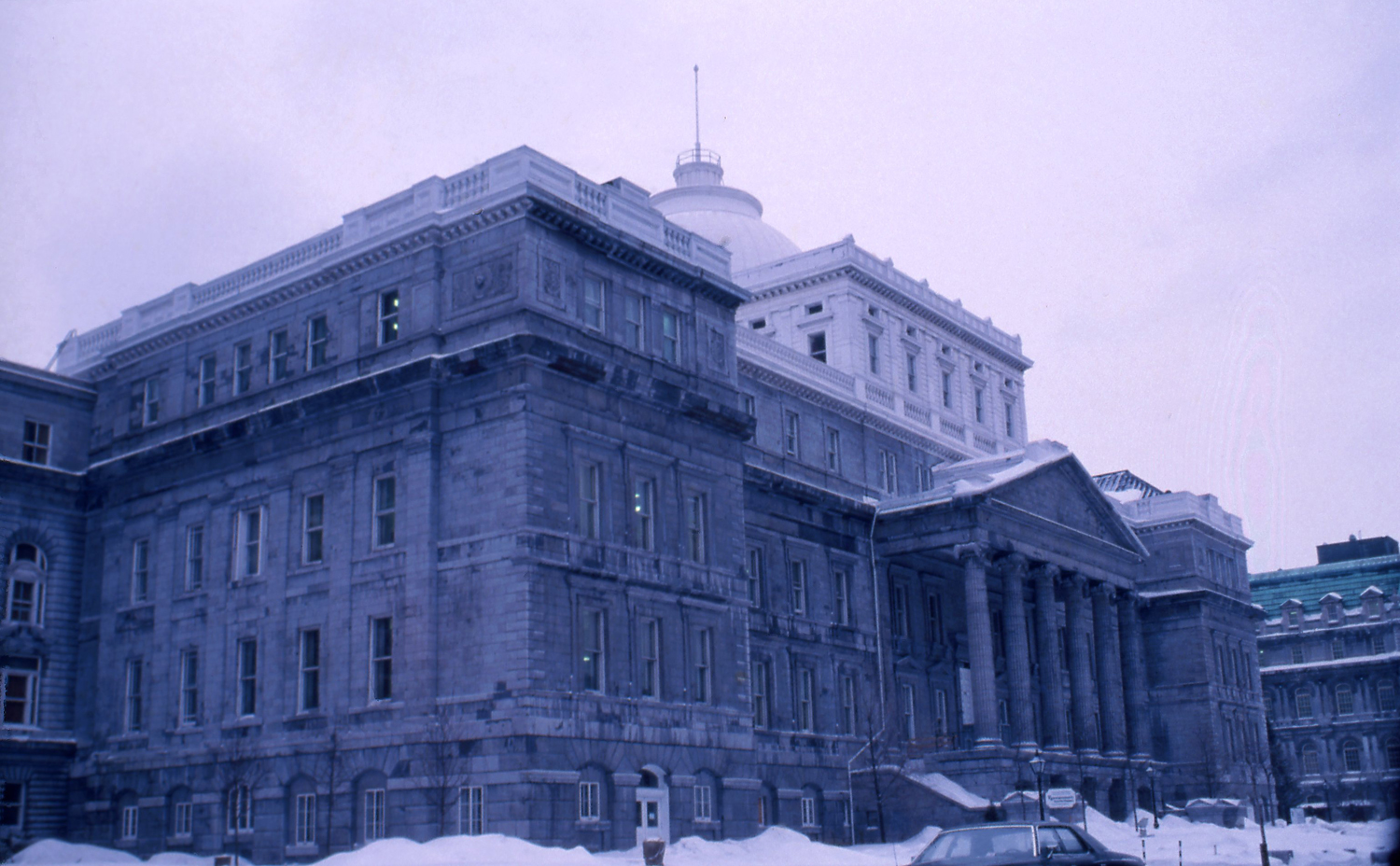
L'ancien Palais de justice de Montréal, aujourd'hui l'Édifice Lucien-Saulnier situé au 155, rue Notre-Dame Est, vers 1855.

À venir.

## Liste des bâtonniers de Montréal
Le bâtonnier de Montréal, ou la bâtonnière de Montréal, est élu au suffrage universel par l'ensemble des membres du Barreau de Montréal et son mandat est d'une seule année, renouvelable sous certaines conditions.
Gras → indique un bâtonnier du Québec.
- Toussaint Peltier (1849-1852)
- Antoine-Aimé Dorion (1852-1853)
- William Badgley (1853-1855)
- Côme-Séraphin Cherrier (1855-1856)
- Henry Stuart (1856-1858)
- Joseph-Amable Berthelot (1858-1859)
- Strachan Bethune (1859-1860)
- Robert Mackay (1860-1861)
- Antoine-Aimé Dorion (1861-1862)
- Strachan Bethune (1862-1863)
- Charles-André Leblanc (1863-1864)
- Rodolphe Laflamme (1864-1866)
- Andrew Robertson (1866-1867)
- Joseph Doutre (1867-1868)
- Alexander Cross (1868-1869)
- Gédéon Ouimet (1869-1870)
- John James Day (1870-1871)
- F. Cassidy (1871-1872)
- Marcus Doherty (1872-1873)
- Antoine-Aimé Dorion (1873-1875)
- William Hastings Kerr (1875-1879)
- Alexandre Lacoste (1879-1881)
- William Wilcox Robertson (1881-1883)
- Christophe Alphonse Geoffrion (1883-1885)
- Honoré Mercier (1885-1887)
- Alex-Hutech Lunn (1887)
- Rouër Roy (1887-1889)
- Norman-William Trenholme (1889-1890)
- Frédéric-Liguori Béique (1890-1892)
- Louis-Olivier Taillon (1892-1893)
- John Dunlop (1893-1895)
- Joseph-Émery Robidoux (1895-1897)
- Christopher Benfield Carter (1897-1899)
- Joseph Alexandre Camille Madore (1899-1901)
- William John White (1901-1902)
- Siméon Beaudin (1902-1903)
- Donald MacMaster (1903-1904)
- Gustave Lamothe (1904-1905)
- Eugène Lafleur (1905-1906)
- Pierre-Basile Mignault (1906-1907)
- Frederick Edmund Meredith (1907-1908)
- Honoré Gervais (1908-1909)
- Robert C. Smith (1909-1910)
- François Joseph Bisaillon (1910-1911)
- Albert Joseph Brown (1911-1912)
- Joseph Louis Archambault (1912-1913)
- John Edward Martin (1913-1914)
- François de Sales Bastien (1914-1915)
- Albert William Atwater (1915-1916)
- Charles Laurendeau (1916-1917)
- Henry John Kavanagh (1917-1918)
- Aimé Geoffrion (1918-1919)
- George Green Foster (1919-1920)
- Louis Conrad Pelletier (1920-1921)
- Gordon Walters MacDougall (1921-1922)
- Joseph-Léonide Perron (1922-1923)
- Ernest Pélissier (1923-1924)
- John Wilson Cook (1924-1925)
- Napoléon Kemner Laflamme (1925-1926)
- Paul St-Germain (1926-1927)
- George Hugh Alexander Montgomery (1927-1928)
- Rodolphe Monty (1928)
- Henri Gérin-Lajoie (1928-1929)
- Oscar Pierre Dorais (1929-1930)
- George Archibald Campbell (1930-1931)
- Alfred Duranleau (1931-1932)
- L. Emery Beaulieu (1932-1933)
- Henry Noël Chauvin (1933-1934)
- Guillaume André Fauteux (1934-1935)
- Arthur Vallée (1935-1936)
- John Augustine Mann (1936-1937)
- Pierre Beullac (1937-1938)
- Paul Lacoste (1938-1939)
- Arthur William Patrick Buchanan (1939)
- Lawrence Macfarlane (1939-1940)
- Francis Fauteux (1940-1941)
- Élie Beauregard (1941-1942)
- Warwick Fielding Chipman (1942)
- Robert Clark McMichael (1942-1943)
- Charles-Auguste de Lotbinière Harwood (1943-1944)
- Antonio Perrault (1944-1945)
- John Thomas Hackett (1945-1946)
- J. Alexandre Prud'Homme (1946-1947)
- Gustave Monette (1947-1948)
- Chilion Graves Heward (1948-1949)
- François Philippe Brais (1949-1950)
- Édouard Asselin (1950-1951)
- William Bridges Scott (1951-1952)
- Jean-Pierre Charbonneau (1952-1953)
- Jean Martineau (1953-1954)
- Thomas Reginald Kerr (1954-1955)
- John-G. Ahern (1955-1956)
- Victor Pager (1956)
- Pierre Amable Badeaux (1956-1957)
- Hugh Emmett O'Donnell (1957-1958)
- Rosario Genest (1958-1959)
- Bernard Bourdon (1959-1960)
- Adrian-K. Hugessen (1960-1961)
- Alfred Tourigny (1961-1962)
- Jacques Sénécal (1962-1963)
- John Lewis O'Brien (1963-1964)
- Léon Lalande (1964-1965)
- Émile Poissant (1965-1966)
- Alexander John Campbell (1966-1967)
- R.-M. Lacroix (1967-1968)
- Louis-Philippe de Grandpré (1968-1969)
- Philipp F. Vineberg (1969-1970)
- Charles J. Gélinas (1970-1971)
- Yvon Jasmin (1971-1972)
- Donald Newton Byers (1972-1973)
- Jacques Viau (1973-1974)
- Gérard Beaupré (1974-1975)
- Thomas H. Montgomery (1975-1976)
- Pierre de Grandpré (1976-1977)
- Pierre Bourque (1977-1978)
- John J. Pepper (1978-1979)
- Paul Trudeau (1979-1980)
- Philippe Casgrain (1980-1981)
- George A. Allison (1981-1982)
- André Quesnel (1982-1983)
- Marcel Bélanger (1983-1984)
- J. Vincent O'Donnell (1984-1985)
- Guy Gilbert (1985-1986)
- Gabriel Lapointe (1986-1987)
- Manuel Shacter (1987-1988)
- Rolland Boudreau (1988-1989)
- Jules O. Duchesneau (1989-1990)
- J. Arclen Blakely (1990-1991)
- Alain Letourneau (1991-1992)
- Pierrette Rayle (1992-1993)
- Casper M. Bloom (1993-1994)
- Jean-Jacques Gagnon (1994-1995)
- Robert Mongeon (1995-1996)
- Richard J. McConomy (1996-1997)
- Pierre Fournier (d) (1997-1998)
- Ronald Montcalm (1998-1999)
- Lynne Kassie (1999-2000)
- Michel A. Pinsonnault (2000-2001)
- Richard Wagner (2001-2002)
- Alan M. Stein (2002-2003)
- Stéphane Rivard (2003-2004)
- Bernard Synnott (2004-2005)
- David R. Collier (2005-2006)
- Julie Latour (2006-2007)
- Gilles Ouimet (2007-2008)
- Stephen G. Schenke (2008-2009)
- Nicolas Plourde (2009-2010)
- Marc Charbonneau (2010-2011)
- Elizabeth Greene (2011-2012)
- Catherine Pilon (2012-2013)
- Luc Deshaies (2013-2014)
- Greg Moore (2014-2015)
- Magali Fournier (2015-2016)
- Simon Tremblay (2016-2017)
- Brian R. Mitchell (2017-2018)
- Michel P. Synnott (2018-2019)
- Alexandre Forest (2019-2020)
- Robin Schiller (2020-2021)
- Extra Junior Laguerre (2021-2022)

#### Droit
- Avocat, Juriste
- Droit au Québec, Droit civil
- Histoire du droit au Québec
- XVIIIe siècle en droit au Québec, XIXe siècle en droit au Québec, XXe siècle en droit au Québec, XXIe siècle en droit au Québec
- Système judiciaire du Québec, Loi du Québec
- Barreau du Québec, Bâtonnier du Québec
- Districts judiciaires du Québec
- Code civil du Bas-Canada, Code criminel du Canada